# Epinephelus caninus
La cernia nera (Epinephelus caninus (Valenciennes, 1843)) è un pesce di mare appartenente alla famiglia Serranidae, raro nei mari italiani.

## Descrizione
Simile alla cernia bruna, si distingue per:
- alcune linee scure dietro l'occhio (caratteristico effetto di "occhi truccati")
- pinne dorsale, anale e caudale bordate di bianco
- fasce scure indistinte sui fianchi mentre sono sempre assenti le macchie chiare tipiche di E.marginatus.
 Raggiunge dimensioni davvero ragguardevoli: fino ad un massimo di 160 cm per 90 kg di peso (in acque africane).[senza fonte]

## Biologia

### Alimentazione
È una specie carnivora che si nutre di altri pesci e di cefalopodi similmente alle congeneri.

## Distribuzione e habitat
Questa specie è presente nel mar Mediterraneo e sul versante orientale dell'oceano Atlantico dalla penisola iberica sino all'Angola.
Vive tra i 30 ed i 530 metri di profondità su fondi rocciosi o misti.

## Gastronomia
Molto apprezzata in cucina, ha caratteristiche culinarie praticamente uguali quelle della cernia bianca.